# تپه خانم‌آباد
تپه خانم آباد مربوط به دوره اشکانیان است و در شهرستان کرمانشاه، بخش مرکز ی، دهستان میان دربند، حدود ۵۰۰ متری شرق و جنوب شرق روستای خانم آباد واقع شده و این اثر در تاریخ ۱۵ دی ۱۳۸۷ با شمارهٔ ثبت ۲۴۱۴۴ به‌عنوان یکی از آثار ملی ایران به ثبت رسیده است.